# Giacinto Facchetti
Giacinto Facchetti (Treviglio, 18 luglio 1942 – Milano, 4 settembre 2006) è stato un calciatore e dirigente sportivo italiano, di ruolo difensore.
Considerato come uno dei più forti calciatori italiani della storia, occupa la 90ª posizione nella speciale classifica dei migliori giocatori del XX secolo pubblicata dalla rivista World Soccer e la 42ª posizione nell'omonima classifica stilata dall'IFFHS. Nel marzo del 2004, Pelé lo ha anche inserito nella FIFA 100, la lista dei 125 migliori calciatori viventi, redatta in occasione del Centenario della FIFA. È stato inserito inoltre per otto volte tra i candidati alla vittoria del Pallone d'oro, arrivando a ricoprire nel 1965 la seconda posizione alle spalle di Eusebio. Nel 2006 è stato insignito dalla FIFA del Presidential Award postumo per il contributo offerto al mondo del calcio sia da giocatore che da dirigente. Nel 2018 la rivista France Football lo ha anche inserito nella lista dei 100 giocatori più importanti nella storia dei mondiali, ricordando le sue prestazioni nell'edizione del 1970.
Legò il proprio nome a quello dell'Inter, della quale fu giocatore dal 1960 al 1978 – 634 partite e 75 reti – e presidente dal gennaio 2004 al settembre 2006. Con la maglia nerazzurra ha conquistato nove trofei, vincendo sia a livello nazionale con quattro campionati e una Coppa Italia che internazionale con due Coppe dei Campioni e due Coppe Intercontinentali. Sotto la sua presidenza, l'Inter ha vinto un campionato, due Coppe Italia e due Supercoppe italiane.
Capitano della nazionale italiana dal 1966 al 1977, ha partecipato alla vittoriosa edizione del campionato d'Europa del 1968, primo successo dell'Italia nella competizione. Giocò in tre campionati del mondo (Inghilterra 1966, Messico 1970, Germania Ovest 1974). Fu vicecampione nel 1970 giocando 94 partite; tra il 1971 e il 1981 è stato il recordman per partite disputate in maglia azzurra, prima di essere superato da Dino Zoff.

## Biografia
Nato nella Bergamasca da padre ferroviere e madre casalinga, aveva scelto di vivere a Cassano d'Adda, nel Milanese. Era legato a Giovanna, dalla quale ha avuto quattro figli: Barbara (divenuta capo delegazione della nazionale femminile italiana al mondiale 2019), Vera, Gianfelice e Luca. All'inizio della sua militanza nell'Inter fu soprannominato Cipe, nomignolo che lo accompagnò per tutta la vita: l'opinione più diffusa è che tale soprannome sia nato in seguito a un errore di Helenio Herrera, che storpiò il cognome di Facchetti in Cipelletti; tuttavia c'è chi ritiene che la sua origine vada attribuita al portiere Lorenzo Buffon e non all'allenatore franco-argentino.
È deceduto il 4 settembre 2006, all'età di 64 anni, dopo una lunga malattia. Sepolto nel cimitero di Treviglio, il suo nome è iscritto nel Famedio del cimitero monumentale di Milano. Le esequie, celebrate nella basilica di Sant'Ambrogio a Milano dal vescovo di Lodi Giuseppe Merisi, conterraneo di Facchetti, hanno visto la presenza di molte autorità sportive e politiche nonché di gente comune.

## Caratteristiche tecniche

Facchetti in azione per l'Inter negli anni 1970

Terzino sinistro con spiccate propensioni offensive, tanto da considerarsi un innovatore del ruolo per la sua costante partecipazione al gioco d'attacco, Facchetti mise in mostra tali doti fin dalle giovanili dell'Inter, allenato da Giuseppe Meazza, riuscendo a confermarle anche una volta approdato in Serie A. Nel massimo campionato italiano mise infatti a segno 59 gol (peraltro tutti su azione), stabilendo un record assoluto per un difensore. A detta del giornalista Gianni Mura, tra i motivi della sua prolificità vi era la tendenza a convergere verso il centro per cercare la porta, caratteristica insolita anche per i terzini di spinta.
La sua confidenza con l'azione offensiva era tale che Helenio Herrera lo schierò in alcune occasioni come centravanti, salvo poi accorgersi che il giocatore dava il meglio di sé da fluidificante: ciò anche in virtù della sua abilità in fase difensiva, che a fine carriera, insieme alla bravura nel gioco aereo, gli permise di adattarsi ai ruoli di stopper e libero.
Facchetti era inoltre dotato di notevoli qualità tecniche, fisiche e atletiche: nel 1958 vinse a Bergamo i campionati studenteschi dei 100 metri con il tempo di 11".
Il giornalista Gianni Brera lo soprannominò Giacinto Magno, a sottolinearne l'elevata statura e l'autorevolezza conquistata in campo.

## Carriera
(F.C. Internazionale, 2015)

### Giocatore

#### Club

Facchetti in maglia interista nel giugno 1968

Dopo aver iniziato ad allenarsi nell'oratorio di San Martino e aver mosso i primi passi nella squadra di calcio del suo paese natale, la Zanconti, nel 1957 entrò nel settore giovanile della Trevigliese; qui si distinse nel ruolo di attaccante, tanto da attirare l'attenzione dell'Atalanta. Dopo aver rifiutato gli orobici per la contrarietà dei genitori, venne scoperto da Helenio Herrera che lo portò all'Inter per il finale di stagione 1960-1961, trasformandolo in un terzino d'attacco, primo nel suo genere insieme a Vittorio Calvani (anche se quest'ultimo non era avvezzo a realizzare reti). Proprio a Calvani è legato il suo destino: il 14 giugno 1961 l'Inter giocò un'amichevole contro il Fluminense, e Facchetti, che ben impressionò, venne schierato al posto di Calvani poiché quest'ultimo era alle prese con un fastidioso callo.
L'esordio in Serie A avvenne il 21 maggio 1961, in un Roma-Inter conclusosi con la vittoria dei nerazzurri per 2-0. Facchetti rappresentò l'Inter fino al 1978 vincendo la Coppa dei Campioni nel 1964 e nel 1965 e il campionato italiano nel 1963, 1965, 1966 e 1971. Con la squadra nerazzurra vinse anche due Coppe Intercontinentali ed una Coppa Italia. Con l'Inter in 634 partite realizzò 75 gol: fu nel 1965-1966 il primo difensore a segnare 10 reti nel campionato italiano.
Disputò la sua ultima partita il 7 maggio 1978, a 36 anni, in Inter-Foggia (2-1): la rete degli ospiti scaturì tra l'altro da un suo autogol. L'8 giugno, pur non scendendo in campo nella finale contro il Napoli (Facchetti era in Argentina per accompagnare la spedizione italiana al mondiale), conquistò l'ultimo trofeo della sua carriera, la Coppa Italia.
Si rivelò molto corretto in campo, venendo espulso solo una volta per un applauso al direttore di gara Vannucchi in Inter-Fiorentina (1-0) del 13 aprile 1975.

#### Nazionale
(Luigi Riva)

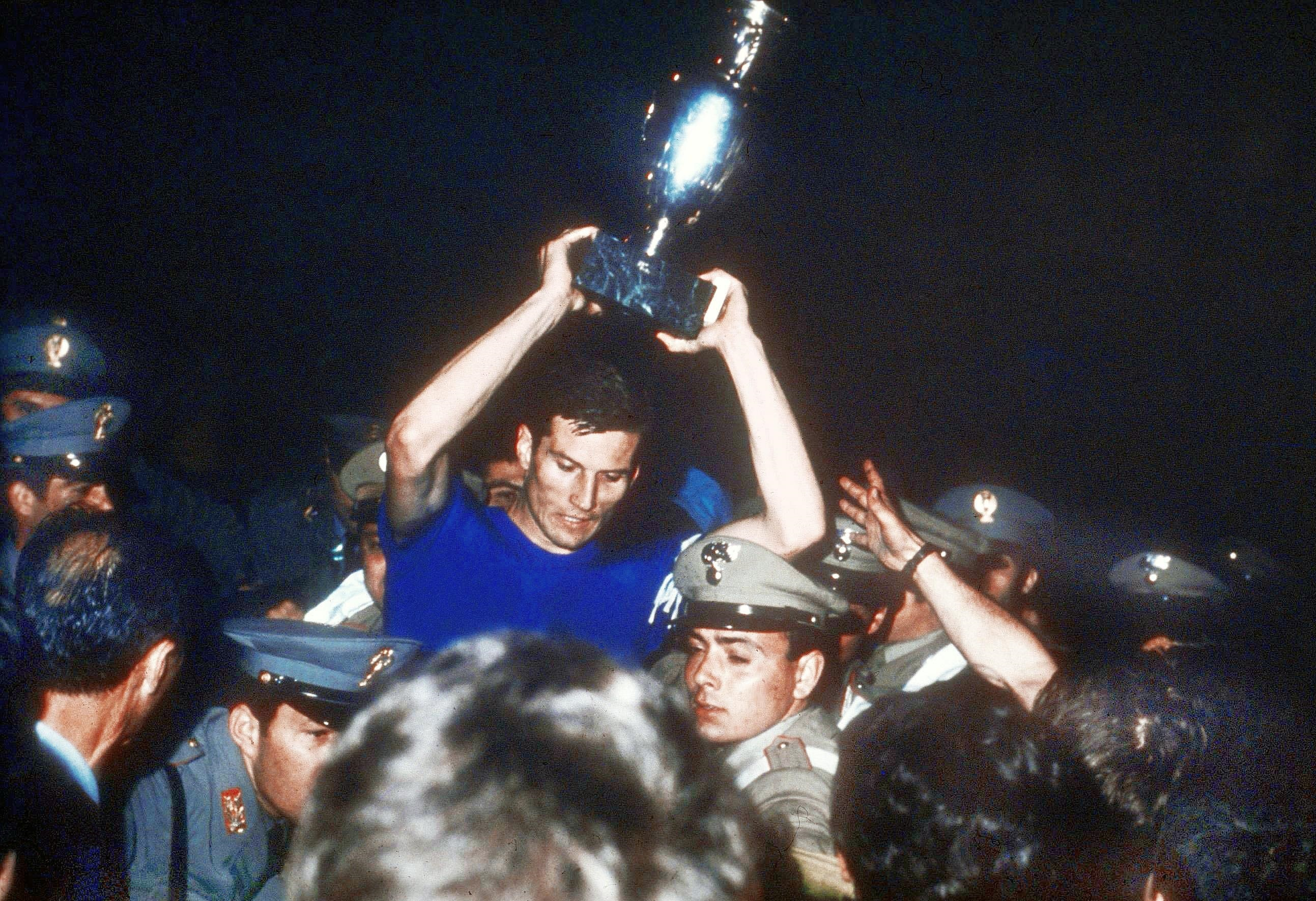
Facchetti, capitano dell', celebra la vittoria del.

Facchetti venne convocato per la prima volta in nazionale dal commissario tecnico Edmondo Fabbri, ed esordì il 27 marzo 1963, a 20 anni, nell'incontro valido per le qualificazioni al campionato d'Europa 1964 disputato ad Istanbul contro la Turchia in cui l'Italia vinse per 1-0.
Divenne subito titolare, e realizzò il suo primo gol in nazionale il 4 novembre 1964 nella partita Italia-Finlandia (6-1) disputata a Genova. Partecipò al campionato del mondo 1966 in Inghilterra, dove l'Italia venne eliminata al primo turno. Dopo il campionato del mondo, a soli 24 anni ereditò la fascia di capitano da Sandro Salvadore.
Con il selezionatore Ferruccio Valcareggi vinse da capitano il campionato d'Europa 1968, alzando la Coppa Henri Delaunay il 10 giugno 1968 allo stadio Olimpico di Roma dopo la ripetizione della finale vinta per 2-0 contro la Jugoslavia.
Partecipò quindi al campionato del mondo 1970 dove, dopo la storica semifinale vinta per 4-3 sulla Germania Ovest, l'Italia si arrese solo al Brasile di Pelé nella finale disputata allo stadio Azteca di Città del Messico.

Facchetti in maglia azzurra, in una delle sue frequenti sortite offensive, durante la sfida di Napoli contro la del 22 novembre 1969, decisiva per la qualificazione al.

Facchetti prese parte da titolare anche al campionato del mondo 1974 in Germania Ovest, dove gli Azzurri vicecampioni del mondo furono eliminati al primo turno. Successivamente, nonostante l'ampio ricambio generazionale avvenuto sotto le gestioni di Fulvio Bernardini ed Enzo Bearzot, Facchetti mantenne il suo posto e partecipò sia alle qualificazioni al campionato d'Europa 1976 che a quelle per il campionato del mondo 1978.
Tuttavia nel maggio del 1978, poco prima della fase finale del mundial in Argentina, comunicò all'allora citì Bearzot la sua intenzione di non partecipare alla rassegna iridata, dato che non si sentiva al meglio fisicamente essendo reduce da un infortunio; con grande spirito di squadra Facchetti partecipò comunque alla spedizione azzurra come capitano non giocatore. Chiuse con 94 presenze e 3 reti in nazionale, stabilendo all'epoca il record di presenze, e la sua ultima partita in nazionale rimase quella disputata il 16 novembre 1977 a Wembley contro l'Inghilterra.
Con Tarcisio Burgnich, Facchetti ha formato il duo difensivo più longevo nella storia della nazionale: undici anni, dal 1963 al 1974; insieme disputarono 58 partite. È stato inoltre il più longevo capitano della nazionale (undici anni, dal 1966 al 1977) e il primo giocatore degli Azzurri a disputare due mondiali consecutivi da capitano (Messico 1970 e Germania Ovest 1974).

### Dirigente
Subito dopo il suo addio al calcio, prese parte come dirigente accompagnatore alla spedizione della nazionale italiana al campionato del mondo 1978, vista la stima e la vicinanza con il commissario tecnico e i giocatori che erano stati suoi compagni fino a poche settimane prima.
Dopo esser divenuto rappresentante all'estero per l'Inter, divenne vicepresidente dell'Atalanta nel 1980, per poi tornare ai meneghini dal 1995, in coincidenza con l'inizio della presidenza di Massimo Moratti, col il ruolo di direttore generale prima e di direttore sportivo poi.

Facchetti (a destra), divenuto dirigente dell'Inter, alla presentazione del neoacquisto Roberto Baggio nell'estate 1998.

Nominato vicepresidente della Beneamata nel novembre 2001, poco prima della morte di Giuseppe Prisco, assunse l'incarico presidenziale nel gennaio 2004 dopo le dimissioni di Moratti. Fu l'unico ex calciatore dei nerazzurri a rivestire tale carica dirigenziale, mantenendola fino alla morte.
Durante il periodo di presidenza ha vinto uno scudetto (assegnato a tavolino alla società interista per effetto delle sentenze di Calciopoli), due Coppe Italia e altrettante Supercoppe italiane.

#### Controversie
È rimasto oggetto di dibattito il ruolo di Facchetti all'interno delle vicende di Calciopoli. Presidente, nell'estate 2006, della società interista beneficiaria delle decisioni della giustizia sportiva, tuttavia nel luglio 2011 il procuratore federale Stefano Palazzi presentò una relazione sull'inchiesta Calciopoli bis, originata da fatti emersi nel relativo procedimento penale di Napoli e a suo tempo giudicati non rilevanti nel processo sportivo di cinque anni prima, in cui, tra gli altri, si contestava a Facchetti la violazione dell'articolo 6 dell'allora Codice di Giustizia Sportiva, configurando un illecito consistente in «una rete consolidata di rapporti, di natura non regolamentare, diretti ad alterare i principi di terzietà, imparzialità e indipendenza del settore arbitrale», azioni «certamente dirette ad assicurare un vantaggio in classifica all'Inter».
La sopraggiunta prescrizione circa gli eventuali atti commessi indusse lo stesso Palazzi a dichiarare l'impossibilità nel procedere e verificare le accuse, stante anche l'avvenuto decesso di Facchetti.
Nel merito della vicenda, già nel 2010 l'ex direttore generale della Juventus, Luciano Moggi, tra i condannati di Calciopoli, aveva pubblicamente accusato Facchetti di simili condotte illecite. Querelato per diffamazione da Gianfelice Facchetti, figlio di Giacinto, nel 2015 il tribunale di Milano assolse in primo grado Moggi rimarcando, nelle motivazioni, di avere riscontrato «con certezza una buona veridicità» nelle sue affermazioni e di avere altresì rilevato l'esistenza di «una sorta di intervento di lobbying da parte dell'allora presidente dell'Inter nei confronti della classe arbitrale», significativo «di un rapporto di tipo amicale» e «preferenziale» con «vette non propriamente commendevoli». La sentenza venne confermata in appello nel 2018 e passò in giudicato l'anno seguente.

## Riconoscimenti postumi
(Giorgio Napolitano, 2006)

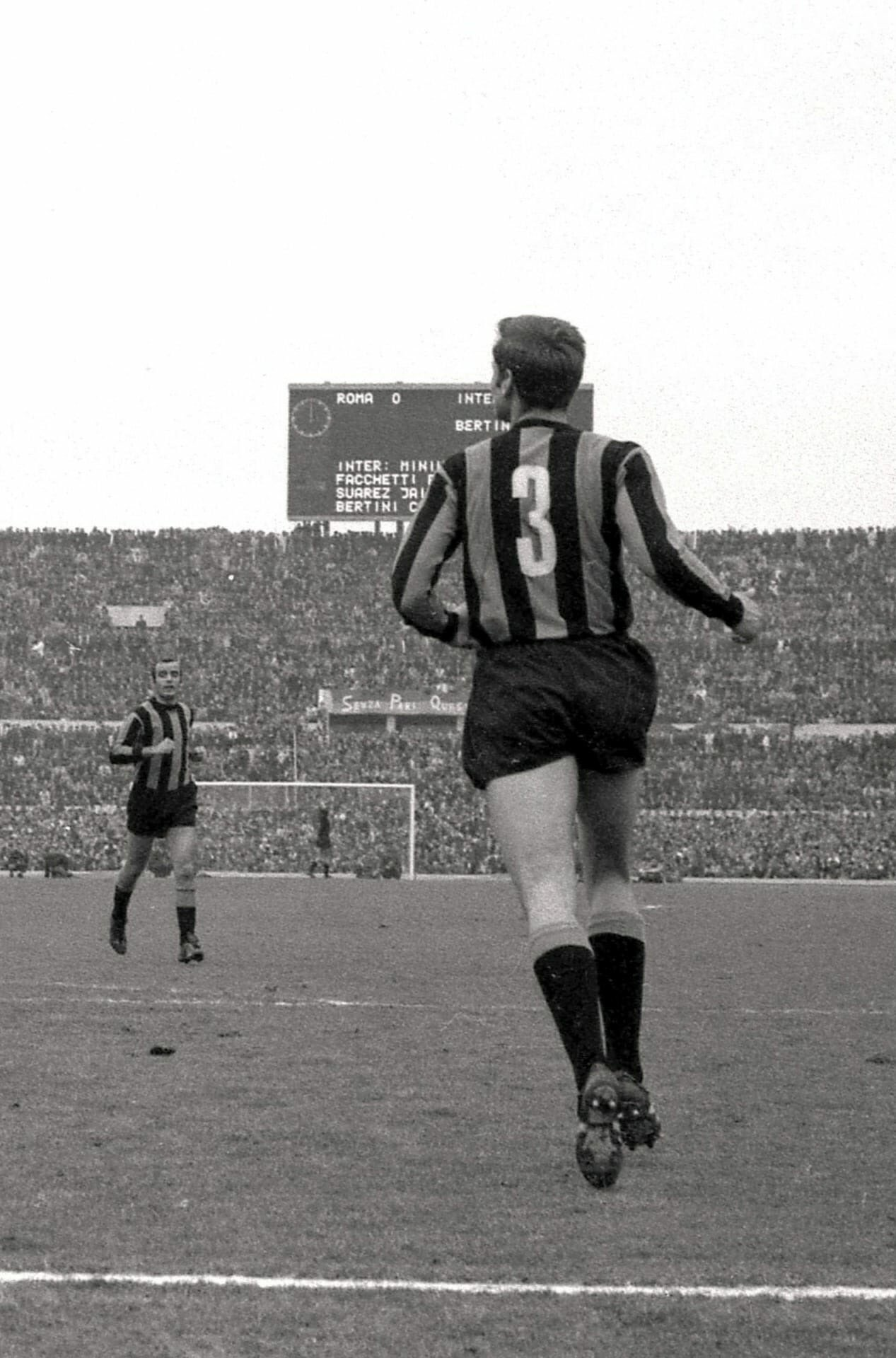
Facchetti nel 1969 con indosso la maglia numero tre, poi ritirata dall'Inter nel 2006.

In seguito alla sua morte, l'Inter ha deciso di ritirare la maglia numero tre. Qualche settimana dopo, Facchetti è stato insignito dalla Federazione Internazionale del Calcio (FIFA) del Presidential Award postumo per il contributo offerto al mondo del calcio sia da giocatore che da dirigente.
Per omaggiare i grandi valori etici e sportivi espressi nel corso di un'intera carriera, la Lega Nazionale Professionisti ha deciso di intitolare a suo nome il Campionato Primavera, mentre La Gazzetta dello Sport ha istituito un omonimo riconoscimento internazionale onde promuovere e premiare i comportamenti all'insegna della correttezza e dei valori.
Tra le numerose vie intitolategli in tutto il Paese, la prima è stata quella del Comune di Monte San Vito, in provincia di Ancona, alla presenza della moglie Giovanna e del figlio Gianfelice, di Bedy Moratti in rappresentanza della famiglia, dei genitori di Roberto Mancini e delle più alte autorità locali. Una piazza gli è stata dedicata a Cesano Maderno mentre a Lettomanoppello gli è stato intestato il Belvedere Facchetti. Inoltre numerosi impianti sportivi in tutta Italia portano il suo nome: il centro sportivo di Milano che ospita gli allenamenti della prima squadra femminile e di tutte le formazioni del settore giovanile dell'Inter, noto anche come Interello, gli è stato intitolato nel 2006, mentre il palazzetto dello sport nella sua città natale di Treviglio nel 2007; si menzionano anche i centri sportivi di Matera, Cassano d'Adda, Trezzano sul Naviglio, Rosolini, Solaro, tutti intitolati alla sua memoria.

## Nella cultura di massa
A Facchetti è ispirato il personaggio di Giacinto in Azzurro tenebra (1977), romanzo di Giovanni Arpino dedicato all'avventura della nazionale italiana al campionato del mondo 1974. Altro importante riferimento letterario si trova ne Il prete lungo (1971), racconto di Luciano Bianciardi nel quale il giocatore nerazzurro viene citato come esempio di rettitudine morale.
Alla 64ª Mostra internazionale d'arte cinematografica di Venezia del 2007 è stato proiettato Il Capitano, un documentario realizzato da Alberto D'Onofrio per il programma televisivo La Storia siamo noi della Rai.
Il 26 agosto 2011 è stato pubblicato dal gruppo degli Stadio il singolo Gaetano e Giacinto, dedicato a due grandi figure del calcio italiano, come Gaetano Scirea e appunto Giacinto Facchetti.
Nel gennaio 2023 ITA Airways ha dedicato a Facchetti il primo Airbus A320neo della sua flotta.

## Statistiche

### Presenze e reti nel club
| Stagione        | Squadra         | Campionato      | Campionato | Campionato | Coppe nazionali | Coppe nazionali | Coppe nazionali | Coppe continentali | Coppe continentali | Coppe continentali | Altre coppe | Altre coppe | Altre coppe | Totale | Totale |
| Stagione        | Squadra         | Comp            | Pres       | Reti       | Comp            | Pres            | Reti            | Comp               | Pres               | Reti               | Comp        | Pres        | Reti        | Pres   | Reti   |
| --------------- | --------------- | --------------- | ---------- | ---------- | --------------- | --------------- | --------------- | ------------------ | ------------------ | ------------------ | ----------- | ----------- | ----------- | ------ | ------ |
| 1960-1961       | Inter           | A               | 3          | 1          | -               | -               | -               | CdF                | 1                  | 0                  | -           | -           | -           | 4      | 1      |
| 1961-1962       | Inter           | A               | 15         | 0          | -               | -               | -               | CdF                | 6                  | 0                  | -           | -           | -           | 21     | 0      |
| 1962-1963       | Inter           | A               | 31         | 4          | CI              | 2               | 0               | -                  | -                  | -                  | -           | -           | -           | 33     | 4      |
| 1963-1964       | Inter           | A               | 32+1       | 4          | -               | -               | -               | CC                 | 9                  | 0                  | -           | -           | -           | 42     | 4      |
| 1964-1965       | Inter           | A               | 32         | 2          | CI              | 3               | 0               | CC                 | 6                  | 1                  | CInt        | 3           | 0           | 44     | 3      |
| 1965-1966       | Inter           | A               | 32         | 10         | CI              | 1               | 0               | CC                 | 5                  | 2                  | CInt        | 2           | 0           | 40     | 12     |
| 1966-1967       | Inter           | A               | 34         | 4          | CI              | 2               | 0               | CC                 | 10                 | 2                  | -           | -           | -           | 46     | 6      |
| 1967-1968       | Inter           | A               | 28         | 7          | CI              | 9               | 2               | -                  | -                  | -                  | -           | -           | -           | 37     | 9      |
| 1968-1969       | Inter           | A               | 30         | 6          | CI              | 3               | 1               | -                  | -                  | -                  | -           | -           | -           | 33     | 7      |
| 1969-1970       | Inter           | A               | 28         | 5          | CI              | 6               | 1               | CdF                | 8                  | 0                  | -           | -           | -           | 42     | 6      |
| 1970-1971       | Inter           | A               | 30         | 5          | CI              | 3               | 0               | CdF                | 2                  | 0                  | CAI+TP      | 2+3         | 0+1         | 40     | 6      |
| 1971-1972       | Inter           | A               | 27         | 4          | CI              | 8               | 1               | CC                 | 9                  | 1                  | -           | -           | -           | 44     | 6      |
| 1972-1973       | Inter           | A               | 29         | 1          | CI              | 10              | 3               | CU                 | 5                  | 0                  | -           | -           | -           | 44     | 4      |
| 1973-1974       | Inter           | A               | 28         | 2          | CI              | 7               | 0               | CU                 | 2                  | 0                  | -           | -           | -           | 37     | 2      |
| 1974-1975       | Inter           | A               | 23         | 0          | CI              | 8               | 1               | CU                 | 3                  | 0                  | -           | -           | -           | 34     | 1      |
| 1975-1976       | Inter           | A               | 28         | 3          | CI              | 10              | 0               | -                  | -                  | -                  | -           | -           | -           | 38     | 3      |
| 1976-1977       | Inter           | A               | 27         | 1          | CI              | 9               | 1               | CU                 | 1                  | 0                  | -           | -           | -           | 37     | 2      |
| 1977-1978       | Inter           | A               | 18         | 0          | CI              | 4               | 0               | CU                 | 1                  | 0                  | -           | -           | -           | 23     | 0      |
| Totale carriera | Totale carriera | Totale carriera | 475+1      | 59         |                 | 85              | 10              |                    | 68                 | 6                  |             | 10          | 1           | 639    | 76     |

### Cronologia presenze e reti in nazionale
| Cronologia completa delle presenze e delle reti in nazionale ― Italia | Cronologia completa delle presenze e delle reti in nazionale ― Italia | Cronologia completa delle presenze e delle reti in nazionale ― Italia | Cronologia completa delle presenze e delle reti in nazionale ― Italia | Cronologia completa delle presenze e delle reti in nazionale ― Italia | Cronologia completa delle presenze e delle reti in nazionale ― Italia | Cronologia completa delle presenze e delle reti in nazionale ― Italia | Cronologia completa delle presenze e delle reti in nazionale ― Italia |
| Data                                                                  | Città                                                                 | In casa                                                               | Risultato                                                             | Ospiti                                                                | Competizione                                                          | Reti                                                                  | Note                                                                  |
| --------------------------------------------------------------------- | --------------------------------------------------------------------- | --------------------------------------------------------------------- | --------------------------------------------------------------------- | --------------------------------------------------------------------- | --------------------------------------------------------------------- | --------------------------------------------------------------------- | --------------------------------------------------------------------- |
| 27-3-1963                                                             | Istanbul                                                              | Turchia                                                               | 0 – 1                                                                 | Italia                                                                | Qual. Euro 1964                                                       | -                                                                     |                                                                       |
| 12-5-1963                                                             | Milano                                                                | Italia                                                                | 3 – 0                                                                 | Brasile                                                               | Amichevole                                                            | -                                                                     |                                                                       |
| 9-6-1963                                                              | Vienna                                                                | Austria                                                               | 0 – 1                                                                 | Italia                                                                | Amichevole                                                            | -                                                                     |                                                                       |
| 13-10-1963                                                            | Mosca                                                                 | Unione Sovietica                                                      | 2 – 0                                                                 | Italia                                                                | Qual. Euro 1964                                                       | -                                                                     |                                                                       |
| 10-11-1963                                                            | Roma                                                                  | Italia                                                                | 1 – 1                                                                 | Unione Sovietica                                                      | Qual. Euro 1964                                                       | -                                                                     |                                                                       |
| 11-4-1964                                                             | Firenze                                                               | Italia                                                                | 0 – 0                                                                 | Cecoslovacchia                                                        | Amichevole                                                            | -                                                                     |                                                                       |
| 10-5-1964                                                             | Losanna                                                               | Svizzera                                                              | 1 – 3                                                                 | Italia                                                                | Amichevole                                                            | -                                                                     |                                                                       |
| 4-11-1964                                                             | Genova                                                                | Italia                                                                | 6 – 1                                                                 | Finlandia                                                             | Qual. Mondiali 1966                                                   | 1                                                                     |                                                                       |
| 5-12-1964                                                             | Bologna                                                               | Italia                                                                | 3 – 1                                                                 | Danimarca                                                             | Amichevole                                                            | -                                                                     |                                                                       |
| 18-4-1965                                                             | Varsavia                                                              | Polonia                                                               | 0 – 0                                                                 | Italia                                                                | Qual. Mondiali 1966                                                   | -                                                                     |                                                                       |
| 16-6-1965                                                             | Malmö                                                                 | Svezia                                                                | 2 – 2                                                                 | Italia                                                                | Amichevole                                                            | -                                                                     |                                                                       |
| 23-6-1965                                                             | Helsinki                                                              | Finlandia                                                             | 0 – 2                                                                 | Italia                                                                | Qual. Mondiali 1966                                                   | -                                                                     |                                                                       |
| 27-6-1965                                                             | Budapest                                                              | Ungheria                                                              | 2 – 1                                                                 | Italia                                                                | Amichevole                                                            | -                                                                     |                                                                       |
| 1-11-1965                                                             | Roma                                                                  | Italia                                                                | 6 – 1                                                                 | Polonia                                                               | Qual. Mondiali 1966                                                   | -                                                                     |                                                                       |
| 9-11-1965                                                             | Glasgow                                                               | Scozia                                                                | 1 – 0                                                                 | Italia                                                                | Qual. Mondiali 1966                                                   | -                                                                     |                                                                       |
| 7-12-1965                                                             | Napoli                                                                | Italia                                                                | 3 – 0                                                                 | Scozia                                                                | Qual. Mondiali 1966                                                   | 1                                                                     |                                                                       |
| 19-3-1966                                                             | Parigi                                                                | Francia                                                               | 0 – 0                                                                 | Italia                                                                | Amichevole                                                            | -                                                                     |                                                                       |
| 14-6-1966                                                             | Bologna                                                               | Italia                                                                | 6 – 1                                                                 | Bulgaria                                                              | Amichevole                                                            | -                                                                     |                                                                       |
| 18-6-1966                                                             | Milano                                                                | Italia                                                                | 1 – 0                                                                 | Austria                                                               | Amichevole                                                            | -                                                                     | 45’                                                                   |
| 22-6-1966                                                             | Torino                                                                | Italia                                                                | 3 – 0                                                                 | Argentina                                                             | Amichevole                                                            | -                                                                     |                                                                       |
| 29-6-1966                                                             | Firenze                                                               | Italia                                                                | 5 – 0                                                                 | Messico                                                               | Amichevole                                                            | -                                                                     |                                                                       |
| 13-7-1966                                                             | Sunderland                                                            | Italia                                                                | 2 – 0                                                                 | Cile                                                                  | Mondiali 1966 - 1º turno                                              | -                                                                     |                                                                       |
| 16-7-1966                                                             | Sunderland                                                            | Unione Sovietica                                                      | 1 – 0                                                                 | Italia                                                                | Mondiali 1966 - 1º turno                                              | -                                                                     |                                                                       |
| 19-7-1966                                                             | Middlesbrough                                                         | Corea del Nord                                                        | 1 – 0                                                                 | Italia                                                                | Mondiali 1966 - 1º turno                                              | -                                                                     |                                                                       |
| 1-11-1966                                                             | Milano                                                                | Italia                                                                | 1 – 0                                                                 | Unione Sovietica                                                      | Amichevole                                                            | -                                                                     | Cap.                                                                  |
| 26-11-1966                                                            | Napoli                                                                | Italia                                                                | 3 – 1                                                                 | Romania                                                               | Qual. Euro 1968                                                       | -                                                                     | Cap.                                                                  |
| 22-3-1967                                                             | Nicosia                                                               | Cipro                                                                 | 0 – 2                                                                 | Italia                                                                | Qual. Euro 1968                                                       | 1                                                                     | Cap.                                                                  |
| 27-3-1967                                                             | Roma                                                                  | Italia                                                                | 1 – 1                                                                 | Portogallo                                                            | Amichevole                                                            | -                                                                     | Cap.                                                                  |
| 25-6-1967                                                             | Bucarest                                                              | Romania                                                               | 0 – 1                                                                 | Italia                                                                | Qual. Euro 1968                                                       | -                                                                     | Cap.                                                                  |
| 1-11-1967                                                             | Cosenza                                                               | Italia                                                                | 5 – 0                                                                 | Cipro                                                                 | Qual. Euro 1968                                                       | -                                                                     | Cap.                                                                  |
| 18-11-1967                                                            | Berna                                                                 | Svizzera                                                              | 2 – 2                                                                 | Italia                                                                | Qual. Euro 1968                                                       | -                                                                     | Cap.                                                                  |
| 23-12-1967                                                            | Cagliari                                                              | Italia                                                                | 4 – 0                                                                 | Svizzera                                                              | Qual. Euro 1968                                                       | -                                                                     | Cap.                                                                  |
| 6-4-1968                                                              | Sofia                                                                 | Bulgaria                                                              | 3 – 2                                                                 | Italia                                                                | Qual. Euro 1968                                                       | -                                                                     | Cap.                                                                  |
| 20-4-1968                                                             | Napoli                                                                | Italia                                                                | 2 – 0                                                                 | Bulgaria                                                              | Qual. Euro 1968                                                       | -                                                                     | Cap.                                                                  |
| 5-6-1968                                                              | Napoli                                                                | Italia                                                                | 0 – 0 dts                                                             | Unione Sovietica                                                      | Euro 1968 - Semifinale                                                | -                                                                     | Cap.                                                                  |
| 8-6-1968                                                              | Roma                                                                  | Italia                                                                | 1 – 1 dts                                                             | Jugoslavia                                                            | Euro 1968 - Finale                                                    | -                                                                     | Cap.                                                                  |
| 10-6-1968                                                             | Roma                                                                  | Italia                                                                | 2 – 0                                                                 | Jugoslavia                                                            | Euro 1968 - Finale (ripetizione)                                      | -                                                                     | Cap. 1º titolo europeo                                                |
| 23-10-1968                                                            | Cardiff                                                               | Galles                                                                | 0 – 1                                                                 | Italia                                                                | Qual. Mondiali 1970                                                   | -                                                                     | Cap.                                                                  |
| 1-1-1969                                                              | Città del Messico                                                     | Messico                                                               | 2 – 3                                                                 | Italia                                                                | Amichevole                                                            | -                                                                     | Cap.                                                                  |
| 5-1-1969                                                              | Città del Messico                                                     | Messico                                                               | 1 – 1                                                                 | Italia                                                                | Amichevole                                                            | -                                                                     | Cap.                                                                  |
| 29-3-1969                                                             | Berlino Est                                                           | Germania Est                                                          | 2 – 2                                                                 | Italia                                                                | Qual. Mondiali 1970                                                   | -                                                                     | Cap.                                                                  |
| 24-5-1969                                                             | Torino                                                                | Italia                                                                | 0 – 0                                                                 | Bulgaria                                                              | Amichevole                                                            | -                                                                     | Cap.                                                                  |
| 4-11-1969                                                             | Roma                                                                  | Italia                                                                | 4 – 1                                                                 | Galles                                                                | Qual. Mondiali 1970                                                   | -                                                                     | Cap.                                                                  |
| 22-11-1969                                                            | Napoli                                                                | Italia                                                                | 3 – 0                                                                 | Germania Est                                                          | Qual. Mondiali 1970                                                   | -                                                                     | Cap.                                                                  |
| 21-2-1970                                                             | Madrid                                                                | Spagna                                                                | 2 – 2                                                                 | Italia                                                                | Amichevole                                                            | -                                                                     | Cap.                                                                  |
| 10-5-1970                                                             | Lisbona                                                               | Portogallo                                                            | 1 – 2                                                                 | Italia                                                                | Amichevole                                                            | -                                                                     | Cap.                                                                  |
| 3-6-1970                                                              | Toluca                                                                | Italia                                                                | 1 – 0                                                                 | Svezia                                                                | Mondiali 1970 - 1º turno                                              | -                                                                     | Cap.                                                                  |
| 6-6-1970                                                              | Puebla                                                                | Italia                                                                | 0 – 0                                                                 | Uruguay                                                               | Mondiali 1970 - 1º turno                                              | -                                                                     | Cap.                                                                  |
| 11-6-1970                                                             | Toluca                                                                | Italia                                                                | 0 – 0                                                                 | Israele                                                               | Mondiali 1970 - 1º turno                                              | -                                                                     | Cap.                                                                  |
| 14-6-1970                                                             | Toluca                                                                | Italia                                                                | 4 – 1                                                                 | Messico                                                               | Mondiali 1970 - Quarti di finale                                      | -                                                                     | Cap.                                                                  |
| 17-6-1970                                                             | Città del Messico                                                     | Italia                                                                | 4 – 3 dts                                                             | Germania Ovest                                                        | Mondiali 1970 - Semifinale                                            | -                                                                     | Cap.                                                                  |
| 21-6-1970                                                             | Città del Messico                                                     | Brasile                                                               | 4 – 1                                                                 | Italia                                                                | Mondiali 1970 - Finale                                                | -                                                                     | Cap. 2º posto                                                         |
| 17-10-1970                                                            | Berna                                                                 | Svizzera                                                              | 1 – 1                                                                 | Italia                                                                | Amichevole                                                            | -                                                                     | Cap.                                                                  |
| 31-10-1970                                                            | Vienna                                                                | Austria                                                               | 1 – 2                                                                 | Italia                                                                | Qual. Euro 1972                                                       | -                                                                     | Cap.                                                                  |
| 8-12-1970                                                             | Firenze                                                               | Italia                                                                | 3 – 0                                                                 | Irlanda                                                               | Qual. Euro 1972                                                       | -                                                                     | Cap.                                                                  |
| 20-2-1971                                                             | Cagliari                                                              | Italia                                                                | 1 – 2                                                                 | Spagna                                                                | Amichevole                                                            | -                                                                     | Cap.                                                                  |
| 10-5-1971                                                             | Dublino                                                               | Irlanda                                                               | 1 – 2                                                                 | Italia                                                                | Qual. Euro 1972                                                       | -                                                                     | Cap.                                                                  |
| 9-6-1971                                                              | Stoccolma                                                             | Svezia                                                                | 0 – 0                                                                 | Italia                                                                | Qual. Euro 1972                                                       | -                                                                     | Cap.                                                                  |
| 25-9-1971                                                             | Genova                                                                | Italia                                                                | 2 – 0                                                                 | Messico                                                               | Amichevole                                                            | -                                                                     | Cap.                                                                  |
| 9-10-1971                                                             | Milano                                                                | Italia                                                                | 3 – 0                                                                 | Svezia                                                                | Qual. Euro 1972                                                       | -                                                                     | Cap.                                                                  |
| 20-11-1971                                                            | Roma                                                                  | Italia                                                                | 2 – 2                                                                 | Austria                                                               | Qual. Euro 1972                                                       | -                                                                     | Cap.                                                                  |
| 4-3-1972                                                              | Atene                                                                 | Grecia                                                                | 2 – 1                                                                 | Italia                                                                | Amichevole                                                            | -                                                                     | Cap.                                                                  |
| 29-4-1972                                                             | Milano                                                                | Italia                                                                | 0 – 0                                                                 | Belgio                                                                | Qual. Euro 1972                                                       | -                                                                     | Cap.                                                                  |
| 13-5-1972                                                             | Bruxelles                                                             | Belgio                                                                | 2 – 1                                                                 | Italia                                                                | Qual. Euro 1972                                                       | -                                                                     | Cap.                                                                  |
| 25-2-1973                                                             | Istanbul                                                              | Turchia                                                               | 0 – 1                                                                 | Italia                                                                | Qual. Mondiali 1974                                                   | -                                                                     | Cap.                                                                  |
| 31-3-1973                                                             | Genova                                                                | Italia                                                                | 5 – 0                                                                 | Lussemburgo                                                           | Qual. Mondiali 1974                                                   | -                                                                     | Cap.                                                                  |
| 9-6-1973                                                              | Roma                                                                  | Italia                                                                | 2 – 0                                                                 | Brasile                                                               | Amichevole                                                            | -                                                                     | Cap. 45’                                                              |
| 14-6-1973                                                             | Torino                                                                | Italia                                                                | 2 – 0                                                                 | Inghilterra                                                           | Amichevole                                                            | -                                                                     | Cap.                                                                  |
| 29-9-1973                                                             | Milano                                                                | Italia                                                                | 2 – 0                                                                 | Svezia                                                                | Amichevole                                                            | -                                                                     | Cap.                                                                  |
| 20-10-1973                                                            | Roma                                                                  | Italia                                                                | 2 – 0                                                                 | Svizzera                                                              | Qual. Mondiali 1974                                                   | -                                                                     | Cap.                                                                  |
| 14-11-1973                                                            | Londra                                                                | Inghilterra                                                           | 0 – 1                                                                 | Italia                                                                | Amichevole                                                            | -                                                                     | Cap.                                                                  |
| 26-2-1974                                                             | Roma                                                                  | Italia                                                                | 0 – 0                                                                 | Germania Ovest                                                        | Amichevole                                                            | -                                                                     | Cap. 18’                                                              |
| 8-6-1974                                                              | Vienna                                                                | Austria                                                               | 0 – 0                                                                 | Italia                                                                | Amichevole                                                            | -                                                                     | Cap.                                                                  |
| 15-6-1974                                                             | Monaco                                                                | Italia                                                                | 3 – 1                                                                 | Haiti                                                                 | Mondiali 1974 - 1º turno                                              | -                                                                     | Cap.                                                                  |
| 19-6-1974                                                             | Stoccarda                                                             | Italia                                                                | 1 – 1                                                                 | Argentina                                                             | Mondiali 1974 - 1º turno                                              | -                                                                     | Cap.                                                                  |
| 23-6-1974                                                             | Stoccarda                                                             | Polonia                                                               | 2 – 1                                                                 | Italia                                                                | Mondiali 1974 - 1º turno                                              | -                                                                     | Cap.                                                                  |
| 28-9-1974                                                             | Zagabria                                                              | Jugoslavia                                                            | 1 – 0                                                                 | Italia                                                                | Amichevole                                                            | -                                                                     | Cap.                                                                  |
| 19-4-1975                                                             | Roma                                                                  | Italia                                                                | 0 – 0                                                                 | Polonia                                                               | Qual. Euro 1976                                                       | -                                                                     | Cap.                                                                  |
| 5-6-1975                                                              | Helsinki                                                              | Finlandia                                                             | 0 – 1                                                                 | Italia                                                                | Qual. Euro 1976                                                       | -                                                                     | Cap.                                                                  |
| 8-6-1975                                                              | Mosca                                                                 | Unione Sovietica                                                      | 1 – 0                                                                 | Italia                                                                | Amichevole                                                            | -                                                                     | Cap.                                                                  |
| 27-9-1975                                                             | Roma                                                                  | Italia                                                                | 0 – 0                                                                 | Finlandia                                                             | Qual. Euro 1976                                                       | -                                                                     | Cap.                                                                  |
| 26-10-1975                                                            | Varsavia                                                              | Polonia                                                               | 0 – 0                                                                 | Italia                                                                | Qual. Euro 1976                                                       | -                                                                     | Cap.                                                                  |
| 22-11-1975                                                            | Roma                                                                  | Italia                                                                | 1 – 0                                                                 | Paesi Bassi                                                           | Qual. Euro 1976                                                       | -                                                                     | Cap.                                                                  |
| 7-4-1976                                                              | Torino                                                                | Italia                                                                | 3 – 1                                                                 | Portogallo                                                            | Amichevole                                                            | -                                                                     | Cap.                                                                  |
| 23-5-1976                                                             | Washington                                                            | Stati Uniti League XI                                                 | 0 – 4                                                                 | Italia                                                                | Torneo del Bicentenario                                               | -                                                                     | Cap.                                                                  |
| 28-5-1976                                                             | New York                                                              | Inghilterra                                                           | 3 – 2                                                                 | Italia                                                                | Torneo del Bicentenario                                               | -                                                                     | Cap.                                                                  |
| 31-5-1976                                                             | New Haven                                                             | Brasile                                                               | 4 – 1                                                                 | Italia                                                                | Torneo del Bicentenario                                               | -                                                                     | Cap.                                                                  |
| 5-6-1976                                                              | Milano                                                                | Italia                                                                | 4 – 2                                                                 | Romania                                                               | Amichevole                                                            | -                                                                     | Cap.                                                                  |
| 16-10-1976                                                            | Lussemburgo                                                           | Lussemburgo                                                           | 1 – 4                                                                 | Italia                                                                | Qual. Mondiali 1978                                                   | -                                                                     | Cap.                                                                  |
| 17-11-1976                                                            | Roma                                                                  | Italia                                                                | 2 – 0                                                                 | Inghilterra                                                           | Qual. Mondiali 1978                                                   | -                                                                     | Cap.                                                                  |
| 8-6-1977                                                              | Helsinki                                                              | Finlandia                                                             | 0 – 3                                                                 | Italia                                                                | Qual. Mondiali 1978                                                   | -                                                                     | Cap.                                                                  |
| 8-10-1977                                                             | Berlino Ovest                                                         | Germania Ovest                                                        | 2 – 1                                                                 | Italia                                                                | Amichevole                                                            | -                                                                     | Cap.                                                                  |
| 15-10-1977                                                            | Torino                                                                | Italia                                                                | 6 – 1                                                                 | Finlandia                                                             | Qual. Mondiali 1978                                                   | -                                                                     | Cap.                                                                  |
| 16-11-1977                                                            | Londra                                                                | Inghilterra                                                           | 2 – 0                                                                 | Italia                                                                | Qual. Mondiali 1978                                                   | -                                                                     | Cap. 83’                                                              |
| Totale                                                                |                                                                       | Presenze (10º posto)                                                  | 94                                                                    |                                                                       | Reti                                                                  | 3                                                                     |                                                                       |

## Palmarès

### Club

#### Competizioni nazionali
- Campionato italiano: 4

Inter: 1962-1963, 1964-1965, 1965-1966, 1970-1971
- Coppa Italia: 1

Inter: 1977-1978

#### Competizioni internazionali
- Coppa dei Campioni: 2

Inter: 1963-1964, 1964-1965
- Coppa Intercontinentale: 2

Inter: 1964, 1965

### Nazionale
- Campionato d'Europa: 1

Italia 1968

### Individuale
- All-Star Team del mondiale: 1[58]

Messico 1970
- Inserito nella FIFA 100

2004
- FIFA Presidential Award

2006 (postumo)
- Inserito tra le Leggende del calcio del Golden Foot

2006 (postumo)
- Inserito nella Hall of Fame del calcio italiano

2015 (riconoscimento alla memoria)
- Inserito nella Hall of Fame dell'Inter nella categoria Difensori

2019
- Candidato al Dream Team del Pallone d'oro

2020

## Opere
- La rabbia del gol, Milano, Edint, 1970, SBN LIG0093543.
- A scuola di... calcio, collaborazione redazionale di Enzo Crocetti, Cinisello Balsamo, Edizioni Paoline, 1985, SBN TO01533275.